# Staustufe Mainaschaff
Die Staustufe Mainaschaff, auch Staustufe Stockstadt genannt, war eine Staustufe des Mains zwischen Mainaschaff und Stockstadt westlich von Aschaffenburg in Bayern.

## Geschichte

Karte der Staustufe Mainaschaff um 1940

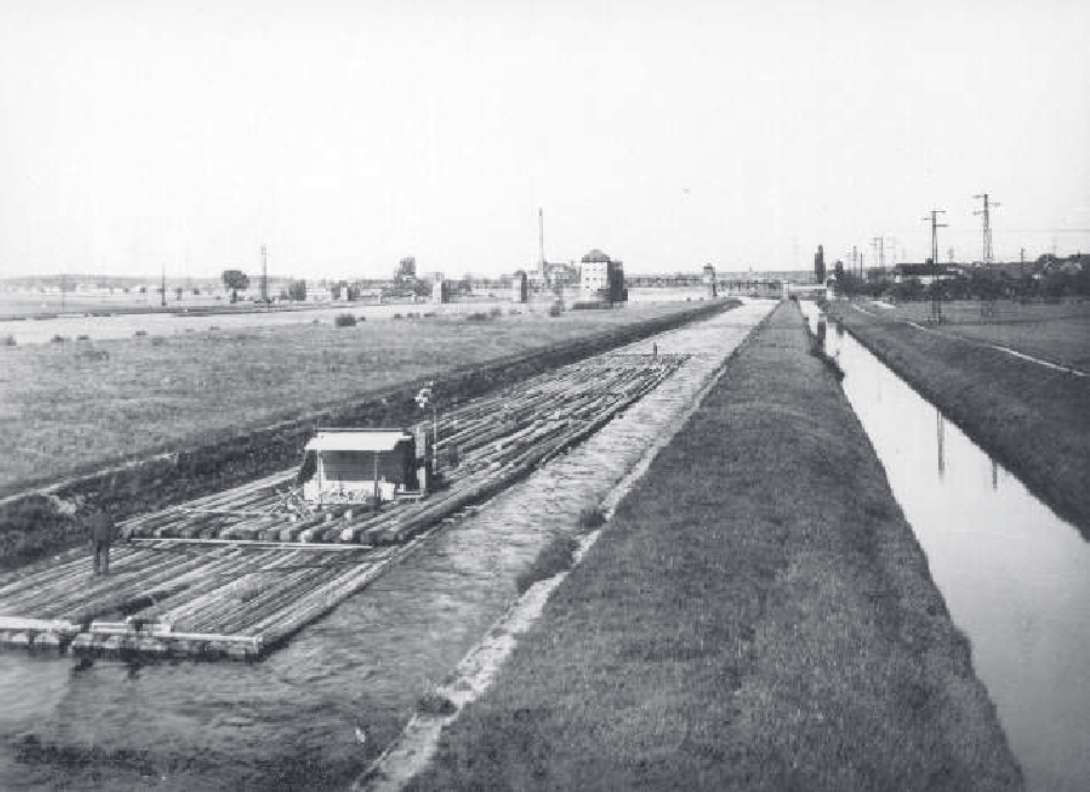
Durchfahrt eines Floßes durch die Floßgasse mit Blick auf die Staustufe Mainaschaff 1949

Der Main wurde in den Jahren 1883–1900 für die Schifffahrt bis nach Offenbach ausgebaut. Aufgrund der schwierigen Verhandlungen zwischen den Königreichen Bayern und Preußen verzögerte sich die weitere Realisierung flussaufwärts noch bis 1914. Noch im gleichen Jahr begann man mit dem Bau der Staustufe Mainaschaff. Nach dem Ersten Weltkrieg ging sie 1919 mit einem Stauziel von 2,4 m in Betrieb.
Auf der nördlichen, rechten Seite des Mains befand sich eine 400 m lange und 12 m breite Floßgasse, in der die Flößer den Höhenunterschied zwischen Ober- und Unterwasser überwinden konnten. Links, auf der Stockstädter Seite, lag die Kammerschleuse und die Fischtreppe. In der Mitte des Flusses errichtete man das Wasserkraftwerk mit drei Turbinen. Beide Flussufer wurden mit einem Steg verbunden. Die in der Nähe liegende Mündung des Flusses Aschaff in den Main musste um etwa 2 km in das Unterwasser der Staustufe verlegt werden. Dafür wurde ein neues Flussbett parallel zu Main und Floßgasse gegraben.
Beim Bau der Verteidigungslinie Wetterau-Main-Tauber-Stellung wurde in einen Pfeiler der Staustufe Mainaschaff ein MG-Bunker integriert und dadurch getarnt. Auch am Rande der Floßgasse errichtete man einen solchen Bunker. Bei den Kämpfen um Mainaschaff im Zweiten Weltkrieg dienten sie als Gefechtsstand.
Für den Bau des Rhein-Main-Donau-Kanals staute man den Fluss im Zuge der letzten Mainregulierung an der neuen Staustufe Kleinostheim auf 6,8 m, wodurch die Mainaschaffer Staustufe hinfällig wurde. Das Kraftwerk stellte am 6. Juni 1971 seine Tätigkeit ein. Die Staustufe wurde dann 1972 abgerissen und die Floßgasse sowie das Flussbett der Aschaff verfüllt. Der alte Aschaffverlauf ist teilweise noch heute im Gelände zu erkennen.

## Sonstiges
- Die frühere Floßgasse wurde in den Sommermonaten zu einem Schwimmbad umfunktioniert.[2]
- Neben der Staustufe Mainaschaff wurden in diesem Zuge auch die Staustufen Großwelzheim und Kleinostheim stillgelegt und durch die neue Staustufe Kleiostheim ersetzt.
- Reste der alten Schleusenkammer kann man auch heute noch auf der Stockstädter Seite erkennen.[5]

Staustufe Mainaschaff
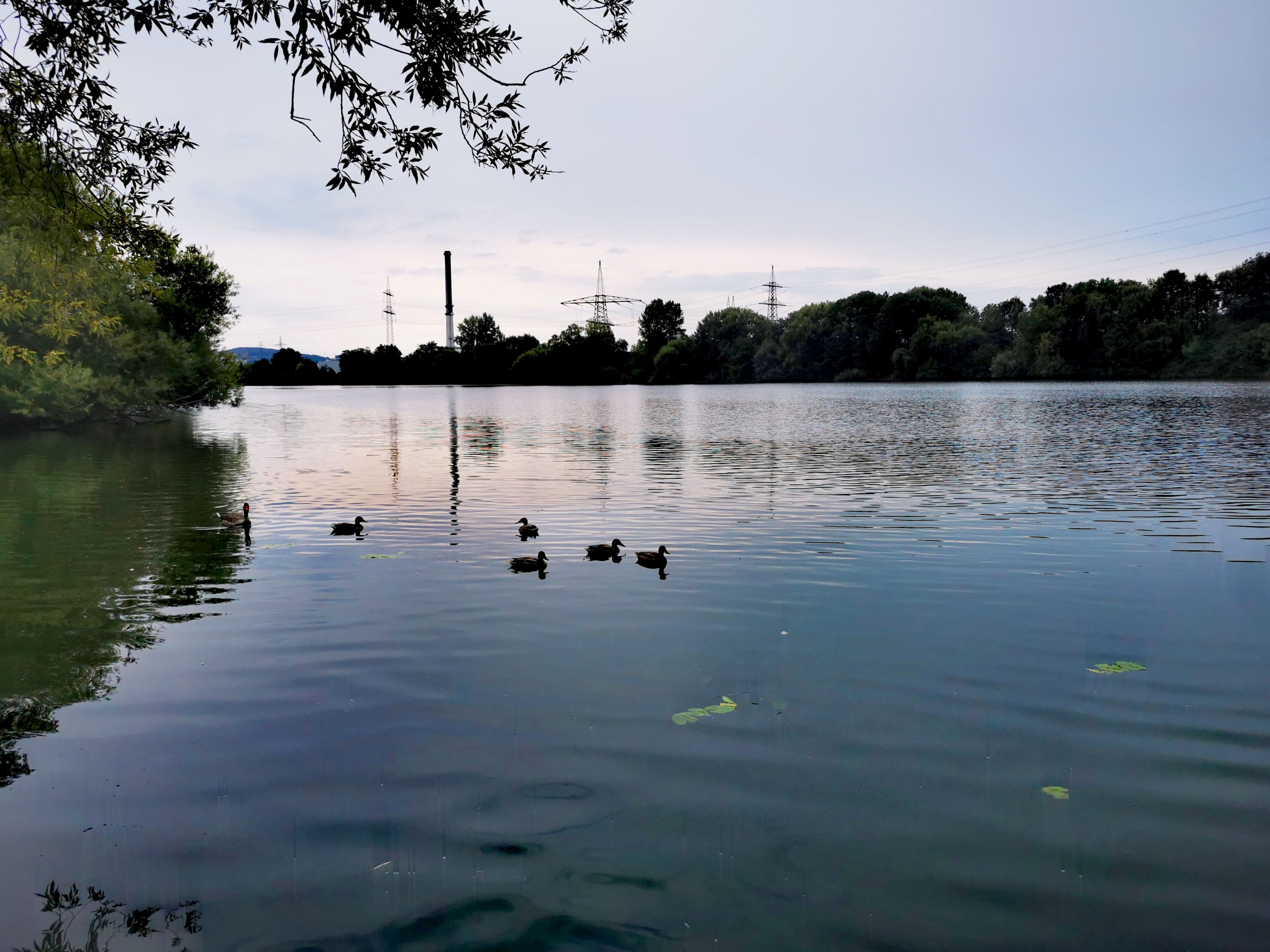
Der Main an der ehemaligen Staustufe Mainaschaff
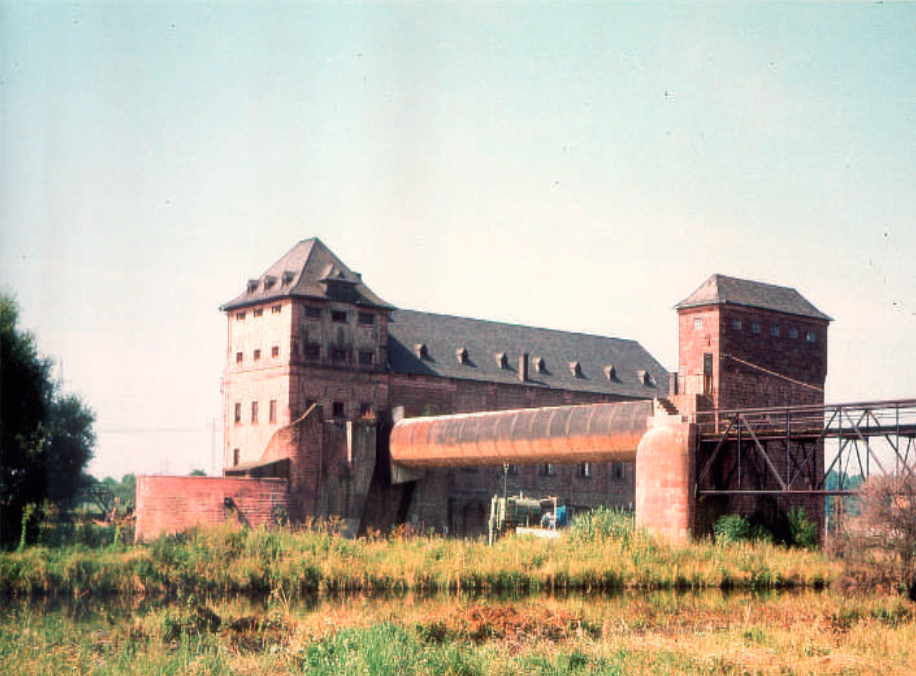
Das Gebäude des Wasserkraftwerkes
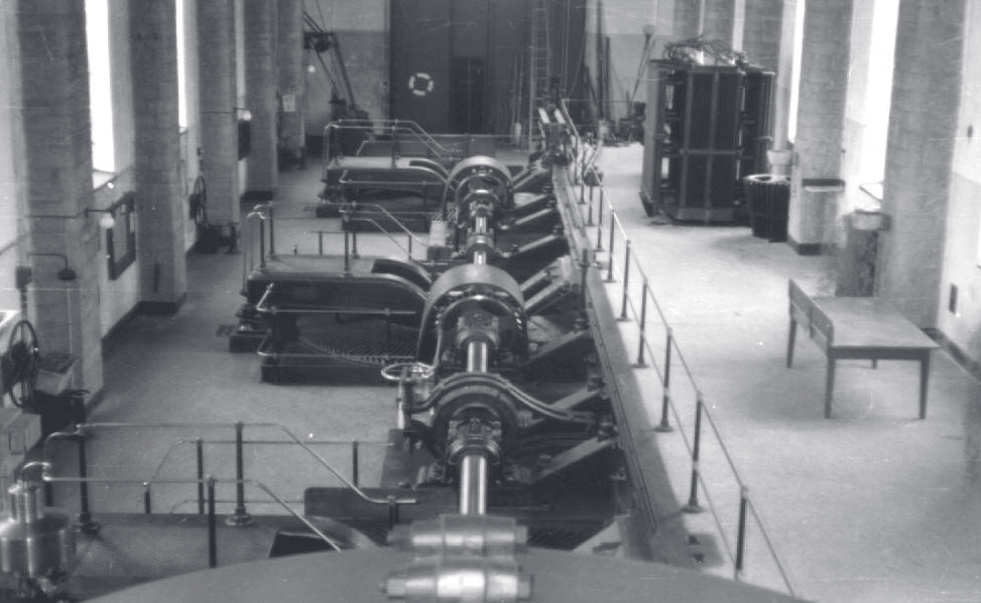
Der Maschinenraum des Kraftwerkes der Staustufe Mainaschaff